# 51e régiment d'infanterie territoriale
Le 51e régiment d'infanterie territorial est un régiment d'infanterie de l'armée de terre française qui a participé à la Première Guerre mondiale.

## Création et différentes dénominations
Le 51e Régiment d'Infanterie Territorial (ou 51 RIT) est destiné, par décret du 19 mars 1875, à être formé dans la ville de Langres.

## Historique des garnisons, combats et batailles du50e51eRIT

### Première Guerre mondiale
Durant la Première Guerre mondiale, le 51RIT croisera par de nombreuses fois d'autres unités. 
- Dans la 41e Division : 115RIT, 152RI, 133RI, 37RIC, 363RI, 373RI, 5BC, 70 BC, 343 RI, 22BC, 253RI, 215RI,
- Au Nord : 71e Division
- Au Sud : 66e Division
- Commandants : 1er bataillon, Commandant Paradis. 2e bataillon, Commandant Troispieds. 3e bataillon Commandant Edouard Louis Alexandre Rousselle (1856-1919)

#### Affectations
- Le 51e Régiment d'Infanterie Territorial fait partie de :
- Il ne fait pas partie d'une Brigade d'Infanterie, il est directement rattaché à la Division (comme le 115RIT)
- 41e Division
- Il est incorporé au 34e Corps d'armée
- 21e Région.

#### 1914
Ce n'est qu'à partir du 25 octobre 1914 que le 51RIT est envoyé par chemin de fer sur Bruyères.

## Drapeau
Il porte, cousues en lettres d'or dans ses plis, les inscriptions suivantes :
- Lorraine 1914-1918

## Sources
- Journaux de marche officiels[3]
- Historique Sommaire du 51e Régiment d'Infanterie Territoriale au cours de la guerre 1914-1918[4]
- MERAND Emile LA GRANDE GUERRE. 1914-1918. Témoignage de monsieur Emile Mérand de Vénère, Haute-Saône. Marcel Bon imprimeur (Vesoul), 2004 ,78 pages.